# سلرولة
سُلَرولة أو سُلَرولا أو (نقحرة: سولارولو) (بالإيطالية: Solarolo)‏ هي بلدية في مقاطعة ربنة في إقليم إميليا رومانيا الإيطالي.

## السكان
في سنة 1861 بلغ عدد السكان 3٬209 نسمة، وتطور العدد ليصل في سنة 2011 لـ 4٬489 نسمة.
يظهر هذا المخطط البياني تطور النمو السكاني لـ سُلَرولة